# Heckler & Koch MG5
Heckler & Koch MG5 je univerzální kulomet ráže 7,62 × 51 mm vyvinutý a vyráběný německou firmou Heckler & Koch jako nástupce Rheinmetallu MG3.

## Vývoj
MG5, výrobcem původně označený HK121, začal vznikat krátce po vývoji lehkého kulometu Heckler & Koch MG4 (v ráži 5,56 × 45 mm) a prototyp byl poprvé představen veřejnosti v červenci 2010 na Infanterieschule Hammelburg.
V roce 2013 Bundeswehr zakoupil 65 exemplářů k provedení hodnotících testů, při nichž byly na pouzdře závěru zjištěny závady, které vedly k prasklinám, vysokému stupni koroze při vystavení slané vodě a bylo zjištěno, že rozptyl střelby byl vyšší než požadovaný. Dne 20. října 2014 byl kulomet kladně vyhodnocen a 17. března 2015 Bundeswehr objednal prvních 1 215 exemplářů. První exempláře byly dodány Marinetechnikschule v Parow v roce 2016. Do srpna 2018 bylo objednáno 7 114 kusů a bylo dodáno více než 4 400 MG5. Dalších 11 000 kusů bylo objednáno v roce 2021.

## Činnost zbraně
MG5 pracuje na principu odebírání plynů s dlouhým chodem pístu a střílí z otevřeného závěru, uzamykaného rotací. Pouzdro závěru je vyrobeno ze dvou svařených odlévaných ocelových bloků. Kulomet je zásobován nábojovým pásem podávaným z levé strany, může střílet kadencí 640, 720 nebo 800 ran za minutu a volič režimu střelby je umístěn na obou stranách. Několik částí, včetně mechanismu závěru, podávacího a spoušťového mechanismu, vychází z konstrukce MG4. Ve srovnání s MG3 je MG5 kompaktnější a má menší zpětný ráz.

## Varianty
- MG5: standardní provedení
- MG5A1: verze pro lafetaci na bojová vozidla
- MG5A2: pěchotní verze

| Varianta                  | MG5      | MG5 A2   | MG5 A1  |
| ------------------------- | -------- | -------- | ------- |
| Délka s vysunutou pažbou  | 1 202 mm | 1 112 mm | -       |
| Délka se zasunutou pažbou | 960 mm   | 870 mm   | 942 mm  |
| Délka hlavně              | 550 mm   | 460 mm   | 550 mm  |
| Hmotnost                  | 11,6 kg  | 11,2 kg  | 10,1 kg |
| Praktický dostřel         | 600 m    | 600 m    | 1000 m  |
| Úsťová rychlost           | 820 m/s  | 785 m/s  | 825 m/s |

## Uživatelé

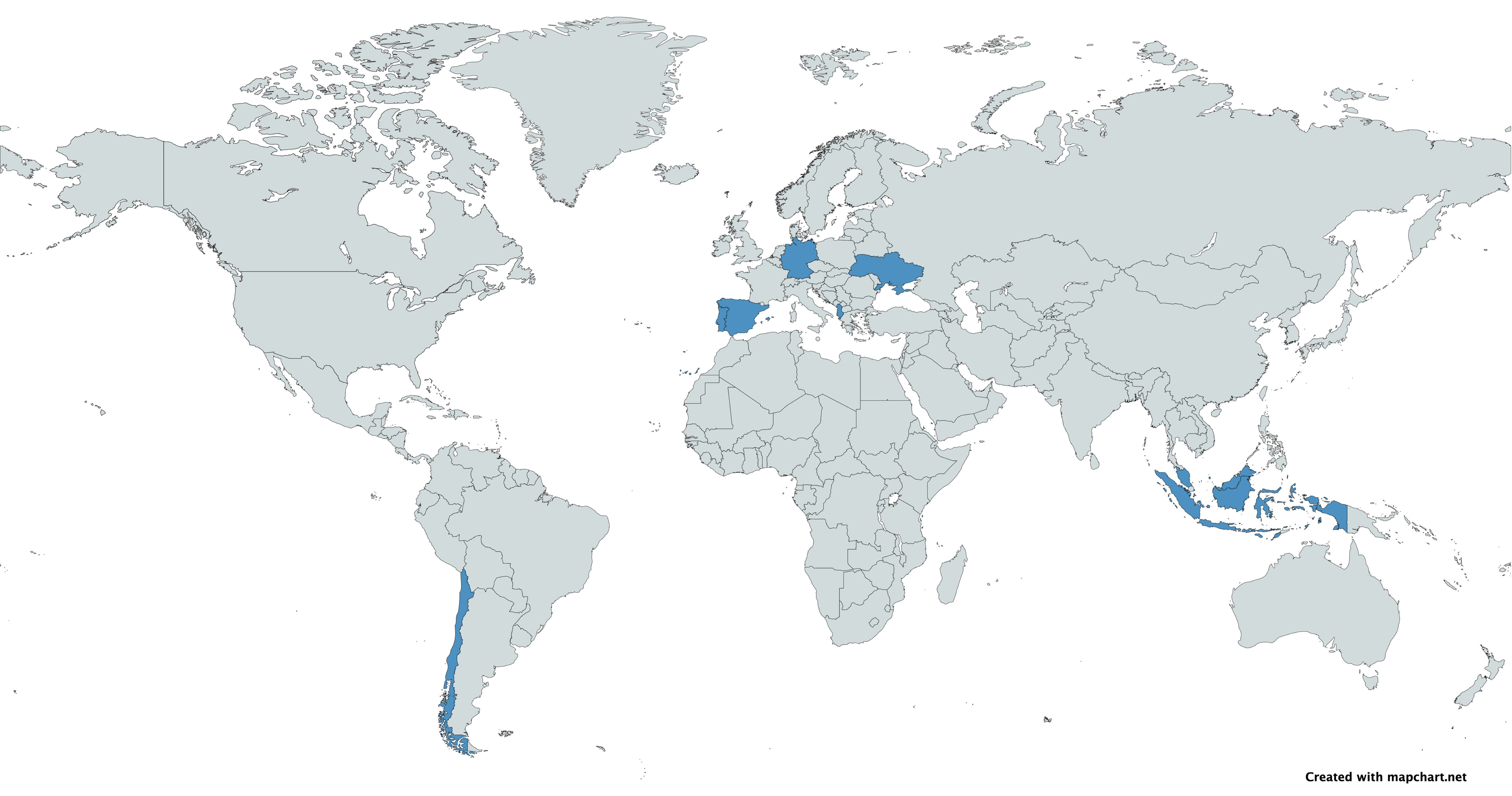
Přehled uživatelů

- Albánie: Ve službě u pozemních sil armády.
- Indonésie: Ve službě u speciálních jednotek Tentara Nasional Indonesia Angkatan Laut a Korps Marinir Republik Indonesia.[7]
- Chile: Zakoupeno v roce 2014 pro Cuerpo de Infantería de Marina de Chile.[8]
- Malajsie: Používá se ve speciálních jednotkách Agensi Penguatkuasaan Maritim Malajsie.
- Německo: Typ objednán roku 2015 pro Heer, v roce 2021 v užívání 7 472 kusů   a dalších více než 11 000 objednáno, celkem plánováno více než 18 000 do roku 2025.[4] Bundespolizei typ užívá na 64 dálkově ovládaných věžích FLW 100.[9]
- Portugalsko: Od roku 2015 ve výzbroji Núcleo da Proteção da Força Polícia Aérea FAP.[10]
- Španělsko: Zakoupeno roku 2022 pro velitelství speciálních operací Ejército de Tierra.[11]
- Ukrajina: Ozbrojené síly Ukrajiny v roce 2023 získaly z Německa 100 kusů jako pomoc pro obranu proti ruské invazi.[12]